# Babica babaroga
Babica babaroga (Parablennius tentacularis), ili rogata slingura - rogata babica je pripadnik familije babica - (lat. Blenniidae). Dobila je ime po velikim kožnim ticalima, koja su veća i izraženija nego kod drugih vrsta babica. Sivo crvene je boje, s mnogo mrlja i pruga po tijelu. Živi u plićim dijelovima, iako je se može naći i dublje (do 30 m). Stanište joj je većinom pješčano sa stijenama i malo vegetacije, gdje je se može pronaći skrivenu u rupama. najveća zabilježena veličina iznosi 15 cm. Kod ove vrste babica mužjak čuva jajašca, koje je više ženki izleglo u proljetnom periodu.

## Rasprostranjenost
Može se naći u istočnom Atlantiku, oko obala Portugala, Španjolske i Maroka, pa južno sve do Gvineje, kao i oko Kanarskih otoka. Također i širom Mediterana, osim obala Sirije, Libanona, Izraela i Egipta.

## Poveznice
|  | Zajednički poslužitelj ima još gradiva o temi Babica babaroga |
|  | Wikivrste imaju podatke o taksonu Babica babaroga             |